# Negrești-Oaș
Pour les articles homonymes, voir Negrești.
Negrești-Oaș est une ville roumaine du județ de Satu Mare, dans la région historique de Transylvanie et dans la région de développement du Nord-ouest. Negrești est le centre du pays d'Oaș (Țara Oașului).

## Géographie
La ville de Negrești est située dans le nord-est du județ, à la limite avec le județ de Maramureș, sur le cours supérieur du Tur, entre les Monts Igniș à l'est et les Monts Oaș au nord, à 56 km à l'ouest de Sighetu Marmației et à 48 km au nord-est de Satu Mare, le chef-lieu du județ.
Negrești-Oaș est le centre de la microrégion du pays Oaș, créée autour de la ville en 2006 et qui regroupe 10 communes. 
La municipalité est composée de la ville de Negrești-Oaș et des villages suivants (population en 2002) :
- Luna (596) ;
- Negrești (11 603), siège de la municipalité ;
- Turu (1 672).

## Histoire
La première occupation des lieux est très ancienne puisque la région a été le centre de la culture de Suciu de Sus à l'âge du bronze. De nombreuses céramiques ont été découvertes lors de diverses campagnes de fouilles.
La première mention écrite du village de Negrești date de 1490 sous le nom de Felshewfalw (Felsöfalu, « haut-village » en hongrois) comme domaine de la famille Móric, mais il est fait mention du pays de Oaș bien avant dans une lettre du 17 octobre 1270 comme voie du sel entre la Marmatie et la Pannonie. Le pays de Oaș est aussi cité dans les chroniques de Grigore Ureche.
La commune, qui appartenait au royaume de Hongrie, a fait partie de la principauté de Transylvanie de 1526 à 1699 puis de l'empire des Habsbourg.
Après le compromis de 1867 entre Autrichiens et Hongrois de l'empire d'Autriche, la principauté de Transylvanie disparaît et, en 1876, le royaume de Hongrie est partagé en comitats. Negrești intègre le comté hongrois de Satu-Mare.
À la fin de la Première Guerre mondiale, la commune rejoint la Roumanie le 1er décembre 1918, ce qui sera reconnu en 1920 au traité de Trianon.
En 1940, à la suite du deuxième arbitrage de Vienne, elle est annexée par la Hongrie jusqu'en 1944, époque durant laquelle sa communauté juive est exterminée par les « croix-fléchées ». Elle réintègre la Roumanie après la Seconde Guerre mondiale au traité de Paris en 1947.
La commune de Negrești a connu un très important développement dans la seconde moitié du XXe siècle et a obtenu le statut de ville en 1964.

## Politique
| Identité             | Période | Période | Durée |
| Identité             | Début   | Fin     | Durée |
| -------------------- | ------- | ------- | ----- |
| Aurelia Fedorca (d), | 2012    |         |       |

| Parti | Parti                                      | Sièges |
| ----- | ------------------------------------------ | ------ |
|       | Parti social-démocrate (PSD)               | 12     |
|       | Parti national libéral (PNL)               | 4      |
|       | Alliance des libéraux et démocrates (ALDE) | 1      |

## Démographie
| Année | Roumains | Roumains | Hongrois | Hongrois | Juifs | Juifs  | Roms | Roms  | Autres/inconnue | Autres/inconnue | Total  |
| ----- | -------- | -------- | -------- | -------- | ----- | ------ | ---- | ----- | --------------- | --------------- | ------ |
| 1930  | 4 145    | 78,4 %   | 399      | 7,5 %    | 539   | 10,2 % | 78   | 1,5 % | 129             | 2,4 %           | 5 290  |
| 1956  | 6 775    | 92,2 %   | 439      | 6,0 %    | 93    | 1,3 %  | 7    | 0,1 % | 34              | 0,5 %           | 7 348  |
| 1977  | 11 727   | 94,7 %   | 590      | 4,8 %    | 1     | 0 %    | 26   | 0,2 % | 43              | 0,3 %           | 12 387 |
| 1992  | 15 510   | 93,2 %   | 820      | 4,9 %    | 0     | 0 %    | 253  | 1,5 % | 65              | 0,4 %           | 16 648 |
| 2011  | 9 256    | 78 %     | 278      | 2,3 %    | 0     | 0 %    | 186  | 1,6 % | 2 147           | 18,1 %          | 11 867 |

En 2002, la composition religieuse de la commune était la suivante :
- Chrétiens orthodoxes, 76,04 % ;
- Catholiques romains, 3,40 % ;
- Pentecôtistes, 3,09 % ;
- Grecs-Catholiques, 3,03 % ;
- Réformés, 2,25 %.

## Économie
L'économie de la ville repose sur les services (enseignement, santé), le commerce. Negrești est également un marché agricole. La ville a connu une industrialisation au cours du XXe siècle : embouteillage d'eau minérale, activités minières, travail du bois, construction de machines, industrie alimentaire et textiles.
Le tourisme joue un rôle de plus en plus important dans l'économie de la cité qui est une excellent base pour le tourisme montagnard aux alentours.

## Communications

### Routes
Negrești est située sur la route nationale DN19 qui relie Satu Mare à Sighetu Marmației par le col de Huta à 586 m d'altitude. La route départementale 109-L rejoint Bixad et les monts Oaș vers le nord et l'est.

### Voies ferrées
Negrești est desservie par la ligne de chemin de fer Satu Mare-Bixad.

## Lieux et monuments
La ville est le point de départ de nombreuses randonnées dans les Monts Igniș, notamment vers le mont Pietroasa.
- Negrești, éco-musée plein air qui présente l'architecture traditionnelle en bois du pays Oaș ainsi que les traditions locales[8].

- Negrești, église orthodoxe de la Naissance de la Vierge (Nașterea Maicii Domnului) construite de 1847 à 1857 en pierres de taille avec divers éléments de style baroque comme le clocher[9].

- Tur, église orthodoxe Saint-Démètre datant de 1850[10].

## Jumelages
- Csenger (Hongrie), dans le comitat de Szabolcs-Szatmár-Bereg à la frontière avec le județ de Satu Mare.
- Guidel (France), en Bretagne, dans le Morbihan.
- Tiatchiv (Ukraine), dans l'oblast de Transcarpatie sur la rive droite de la Tisza.